# Lipotriches yunnanensis
Lipotriches yunnanensis là một loài Hymenoptera trong họ Halictidae. Loài này được He & Wu mô tả khoa học năm 1985.